# Nabire
Nabire è una città nella provincia indonesiana di Papua centrale, all'estremità occidentale della Nuova Guinea. La città è la sede amministrativa della reggenza di Nabire ed è stata designata capitale amministrativa della nuova provincia. È servita dall'aeroporto di Douw Aturure.

## Geografia
La città si trova sulla costa settentrionale dell'isola sulla baia di Cenderawasih.
| Controllo di autorità | VIAF (EN) 145538244 · LCCN (EN) n89119805 · J9U (EN, HE) 987007567569705171 |